# Château-Gontier-sur-Mayenne
Château-Gontier-sur-Mayenne es una comuna nueva francesa situada en el departamento de Mayenne, de la región de Países del Loira.

## Historia
Fue creada el 1 de enero de 2019, en aplicación de una resolución del prefecto de Mayenne de 14 de noviembre de 2018 con la unión de las comunas de Azé, Château-Gontier y Saint-Fort, pasando a estar el ayuntamiento en la antigua comuna de Château-Gontier.

## Demografía
Según los datos aportados en la resolución del prefecto de Mayenne, la comuna se crea con 17 566 habitantes.

## Composición
| Comuna fusionada | Código INSEE | Población (2016) | Superficie (km²) | Densidad (hab./km²) |
| ---------------- | ------------ | ---------------- | ---------------- | ------------------- |
| Azé              | 53014        | 3397             | 29.67            | 114                 |
| Château-Gontier  | 53062        | 11807            | 28.03            | 421                 |
| Saint-Fort       | 53215        | 1654             | 10.79            | 153                 |